# John Green (jogador de futebol americano)

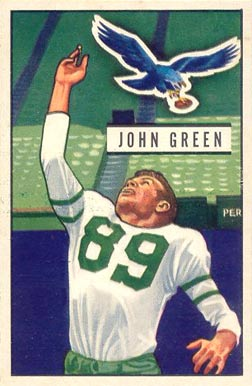
Um poster sobre john green

John Lincoln Green  (14 de outubro de 1921 - 6 de março de 1989) foi um jogador de futebol americano estadunidense que atuava na NFL. Ele jogou cinco temporadas para o Philadelphia Eagles.